# Docalidia vella
Docalidia vella är en insektsart som beskrevs av Nielson 1986. Docalidia vella ingår i släktet Docalidia och familjen dvärgstritar. Inga underarter finns listade i Catalogue of Life.